# Monique Gladding
Monique Gladding (* 17. Juni 1981 in Durban, Südafrika) ist eine britische Wasserspringerin. Sie startet für den Verein City of Sheffield in den Disziplinen 10-m-Turm- und Synchronspringen. In Synchronwettbewerben springt sie an der Seite von Megan Sylvester. Sie wird von ihrem Ehemann Steve Gladding trainiert.
Bei den Weltmeisterschaften 2009 in Rom wurde Sylvester im 10-m-Synchronspringen Sechste. An Schwimmeuropameisterschaften nimmt sie seit 2006 teil. Im Synchronspringen wurde sie 2006 in Budapest Sechste, 2008 in Eindhoven Vierte und 2010 abermals in Budapest schließlich Dritte. Es war ihre erste internationale Medaille. 2010 wurde sie außerdem Siebte im Einzel vom 10-m-Turm.
2006 und 2010 nahm Gladding an den Commonwealth Games teil. Sie gewann bislang fünf Titel bei Britischen Meisterschaften.
Im März 2011 hatte Gladding beim Weltcup in Pensa, Russland, einen schweren Unfall. Sie stieß nach dem Absprung mit dem Kopf an die Plattform und stürzte bewusstlos ins Wasser. Mehrere britische und russische Betreuer kämpften am Beckenrand um Gladdings Leben. Sie erlitt eine offene Wunde am Kopf. Nach wenigen Tagen im Krankenhaus konnte Gladding, den Umständen entsprechend wohlauf, nach Hause fliegen.